# Jamala
Susana Alímivna Jamaladínova (en ucraniano: Суса́на Алі́мівна Джамаладі́нова, y en tártaro de Crimea, Susana Camaladínova; (Osh, RSS de Kirguistán, Unión Soviética, 27 de agosto de 1983), conocida artísticamente como Jamala es una cantautora y actriz ucraniano-tártara de origen kirguís, reconocida por ser la ganadora del Festival de la Canción de Eurovisión 2016.
Su estilo musical abarca varios géneros relacionados con el blues como el jazz, el soul y R&B con los que hace sus propias fusiones musicales.

## Biografía

### Primeros años y estudios
Al igual que la mayor parte de la población tártarocrimea, Jamala nació en la república centroasiática de Kirguistán donde sus familiares por parte paterna fueron deportados en una operación denominada Sürgün por las víctimas. Sus familiares por parte materna son armenios que también fueron deportados a Asia Central. Tras la independencia de Ucrania regresó junto con su familia a Crimea.
El interés de Jamala por la música viene de su infancia. A los 9 años hizo su primer trabajo musical como amateur y a los 12 empezó a cantar canciones folclóricas de su región. Estudió piano en la escuela musical de Alushta. Tras graduarse, ingresó en el Conservatorio de Música Chaikovski de Simferópol y de ahí a la Academia Nacional de Kiev donde aprendió a cantar ópera siendo la primera de su clase. Devota de la música clásica, empezó a imaginarse su futuro musical como solista en el Teatro de La Scala de Milán, Italia. Sin embargo, su pasión por el jazz y las remezclas musicales la hicieron cambiar de camino respecto a lo que sería su carrera.

### Inicios
Debutó en los escenarios a los 15 años. A partir de ahí participó en varios concursos musicales de Ucrania, Rusia y Europa donde fue galardonada con varios premios, entre los que se encuentra el 1 Concorso Europeo Amici della Musica en Italia. En 2001 actuó como solista en el grupo coral: Beauty Band. En 2006 actuó en el festival de jazz Do#Dj Junior coincidiendo con la coreógrafa Elena Kolyadenko, la cual invitó a Jamala en su obra musical Freedom donde llevó la parte principal del Pas de deux. Este trabajo supuso un paso adelante para la joven en su carrera.
En 2009 participó y ganó el reality musical letón: Jaunais Vilnis con el que terminó de consagrarse.

### Eurovisión
En 2011 su tema "Smile" participó en la selección nacional para representar a Ucrania en el Festival de Eurovisión, y acabó en tercera posición en la final nacional original. Sin embargo, junto con otros participantes denunció un problema con el recuento de votos. La televisión ucraniana invitó a Jamala a participar en una repetición de la final con una nueva votación, pero decidió retirarse de la competición.
El 21 de febrero de 2016 ganó la preselección nacional y fue escogida para representar a Ucrania en el Festival de la Canción de Eurovisión 2016 en Estocolmo, Suecia, con la canción "1944". El 14 de mayo de 2016 se convierte en ganadora de dicho festival.

### Vida personal
El 26 de abril de 2017, Jamala se casó con Bekir Suleimanov. Su relación se hizo pública en septiembre de 2016.
En noviembre de 2017, Jamala anunció que ella y Bekir estaban esperando su primer hijo juntos. El 27 de marzo de 2018 nació su hijo Emir-Rahman Seit-Bekir ogly Suleimanov.

## Discografía
- For Every Heart (2011)
- Live At Arena Concert Plaza (DVD en directo, 2012)
- All or Nothing  (2013)
- Thank You (2014)
- Подих (2015)
- 1944 (2016)
- Крила (2018)